# Superliner

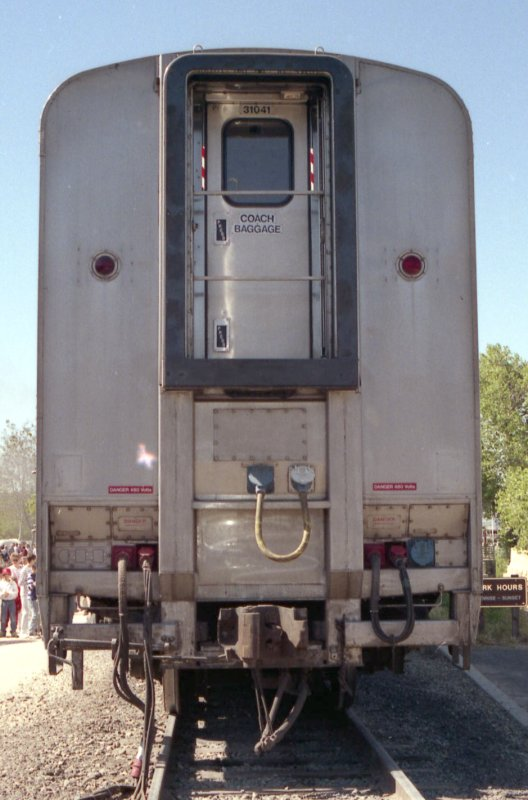
A kocsi hátulja

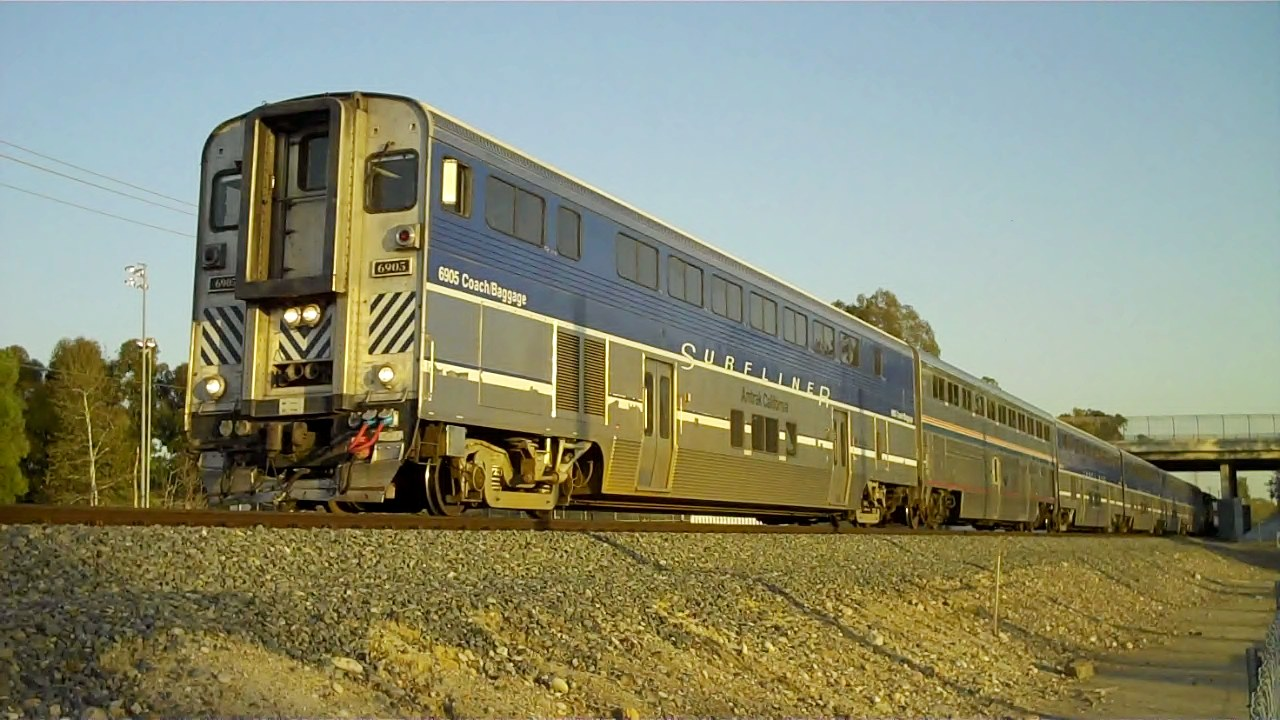
Surfliner vezérlőkocsi

A Superliner egy kétszintes amerikai vasúti személykocsi. Az Amtrak vasúttársaság használja azokon a távolsági járatain, melyek nem a Northeast Corridoron közlekednek. A legelső kocsikat az 1970-es évek végén építette Pullman-Standard. A második sorozatot már a Bombardier Transportation gyártotta le az 1990-es években. A kocsiknak több típusa is készült, volt közöttük személykocsi, étkezőkocsi, hálókocsi.

## Kocsitípusok

### Étkezőkocsi
A Superliner étkezőkocsikban majdnem az egész felső szint az étterem, ahol le lehet ülniük a vendégeknek, míg a konyha foglalja el az egész alsó szintet. A szintek között egy ételliftet használnak, mely feljuttatja az ételeket és leviszi a koszos evőeszközöket. Az Amtrak 69 Superliner étkezőkocsit működtet.

### Hálókocsi
- Felső szint:
  - 5 hálószoba (azelőtt Deluxe Bedroomsként ismerték)
  - 10 Roomette (azelőtt Superliner Standard Bedroomsként és Economy Bedroomsként ismerték)
  - 1 Roomette utasoknak osztott meg vécét
  - Kocsik közötti átjáró
- Alsó szint:
  - 1 családi hálószoba (a kocsi teljes szélessége)
  - 1 Accessible Bedroom (a kocsi teljes szélessége)
  - 4 egyágyas szoba
  - 3 közös vécé a Family Bedroom utasoknak és a Romette utasoknak
  - 1 közös zuhany
  - poggyász állványok
  - előszoba (az egyszintes személykocsiktól eltérően, ahol egy előszoba van a kocsi mindegyik végénél a Superliner egyetlen előszobája a kocsi közepén van)

### Darabszám
Megoszlás a Pullman-Standard és a Bombardier által gyártott 479 kocsi között:
| Gyártó           | Sorozat       | Típus            | Darabszám | Eredeti pályaszám |
| ---------------- | ------------- | ---------------- | --------- | ----------------- |
| Pullman-Standard | Superliner I  | Személy-poggyász | 48        | 31000–31047       |
| Pullman-Standard | Superliner I  | Hálókocsi        | 70        | 32000–32069       |
| Bombardier       | Superliner II | Hálókocsi        | 49        | 32070–32118       |
| Bombardier       | Superliner II | Deluxe-hálókocsi | 6         | 32500–32505       |
| Pullman-Standard | Superliner I  | Kilátókocsi      | 25        | 33000–33024       |
| Bombardier       | Superliner II | Kilátókocsi      | 25        | 33025–33049       |
| Pullman-Standard | Superliner I  | Személykocsi     | 102       | 34000–34101       |
| Bombardier       | Superliner II | Személykocsi     | 38        | 34102–34139       |
| Pullman-Standard | Superliner I  | Étkezőkocsi      | 39        | 38000–38038       |
| Bombardier       | Superliner II | Étkezőkocsi      | 30        | 38039–38068       |
| Bombardier       | Superliner II | Pihenőkocsi      | 47        | 39000–39046       |

## Járatok
A kocsik az alábbi járatokon üzemelnek:
- Auto Train,
- California Zephyr,
- Capitol Corridor,
- Capitol Limited,
- City of New Orleans,
- Coast Starlight,
- Empire Builder,
- Heartland Flyer,
- Pacific Surfliner,
- Pere Marquette,
- San Joaquin,
- Southwest Chief,
- Sunset Limited,
- Texas Eagle

## Képgaléria

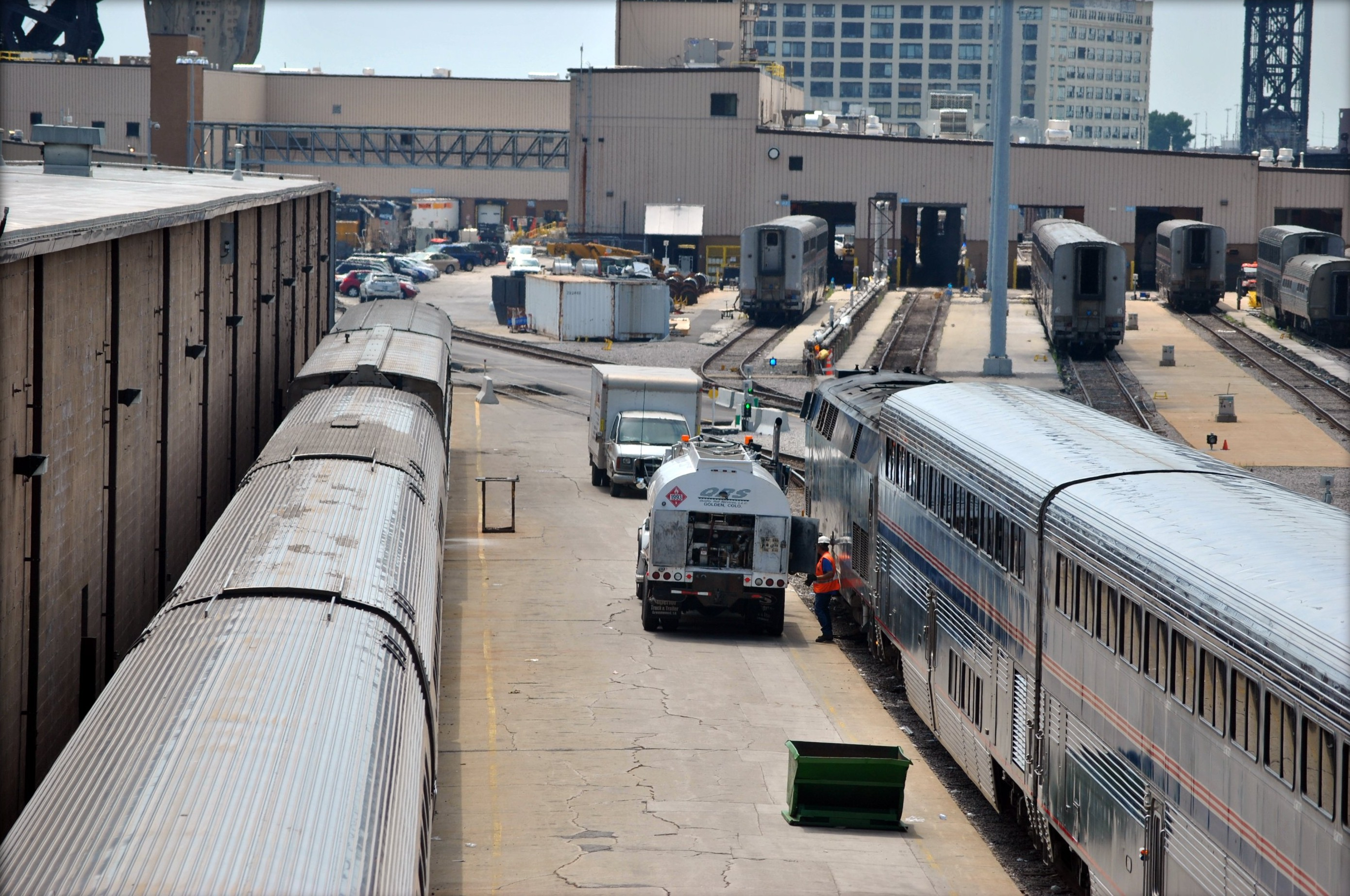
Superliner kocsik Chicagoban
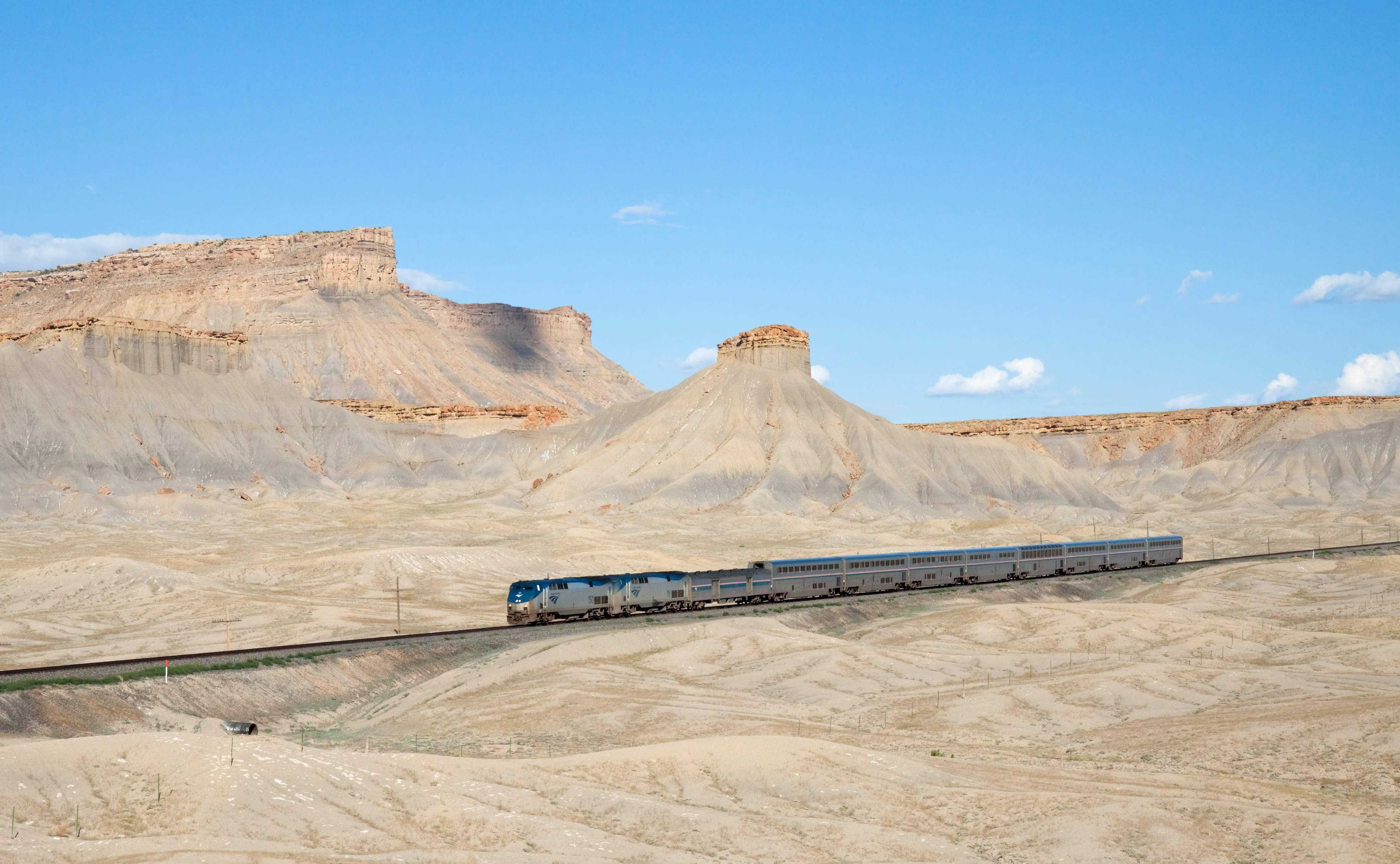
Amtrak California Zephyr Green River - Floy, Utah
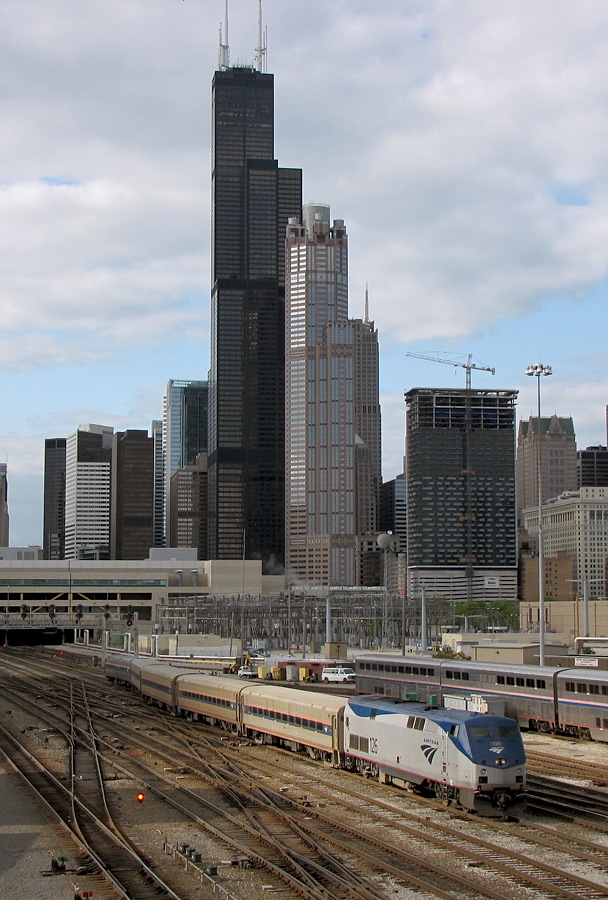
A Lincoln Service, háttérben a Willis Tower
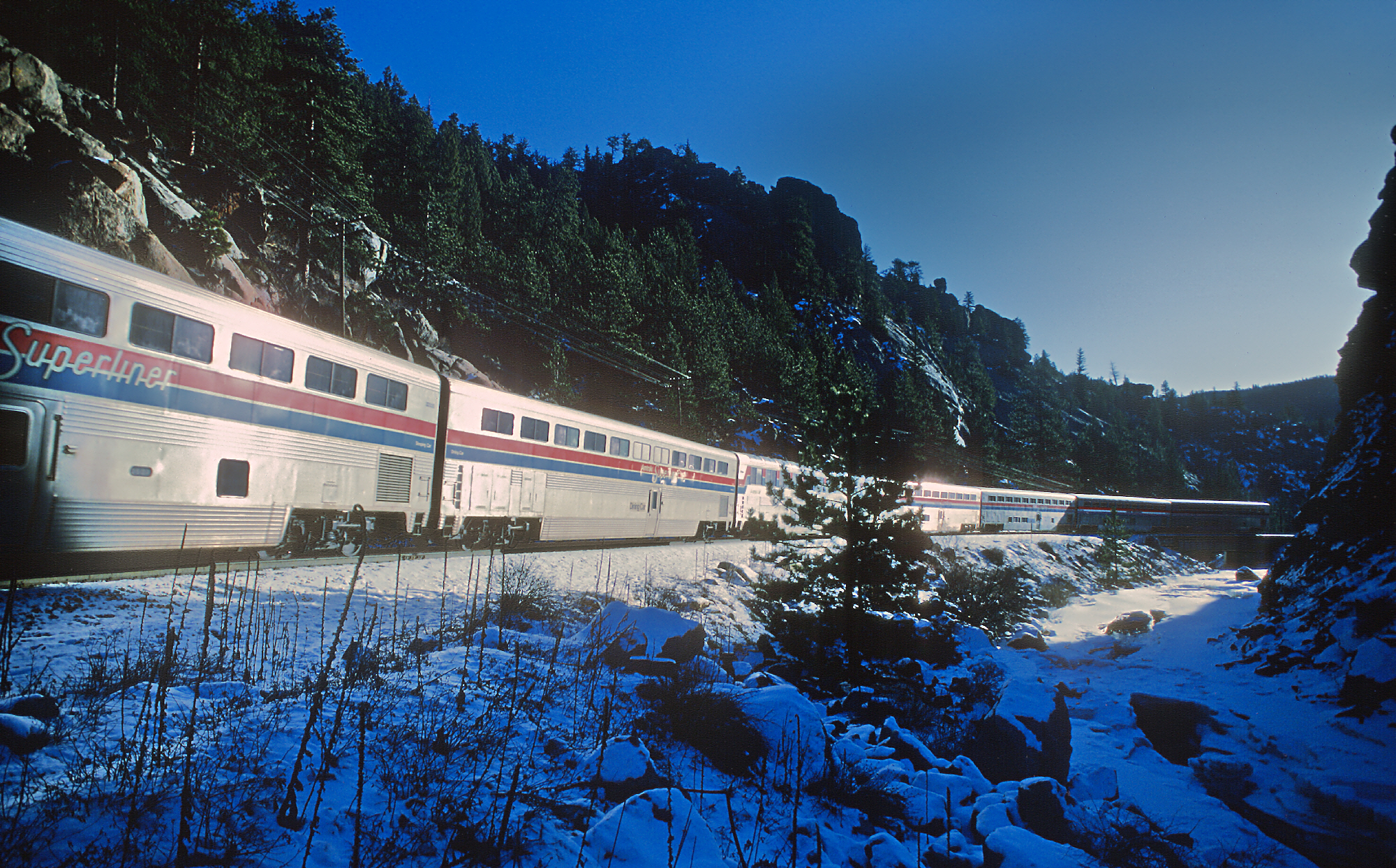
A California Zephyr januárban
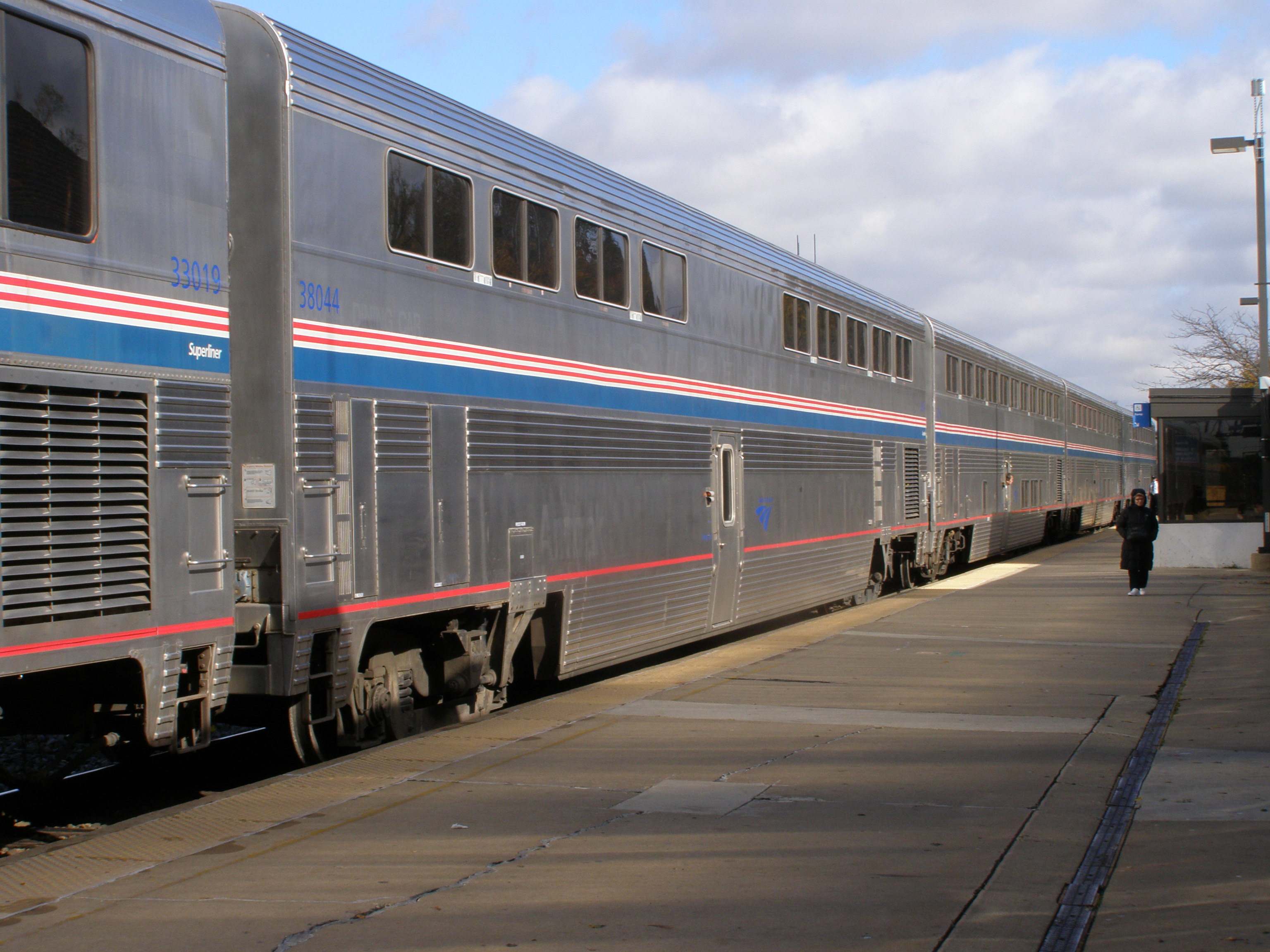
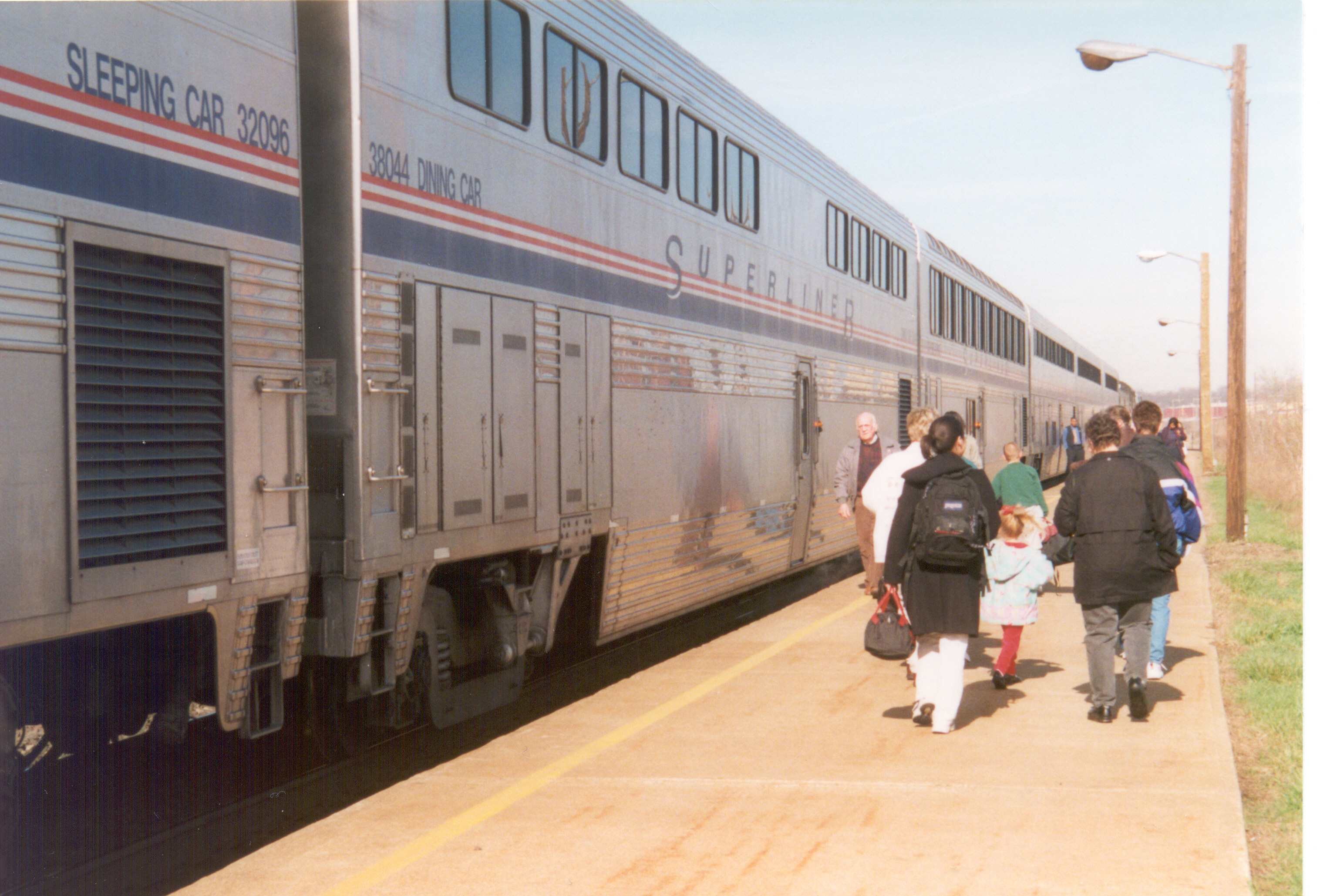
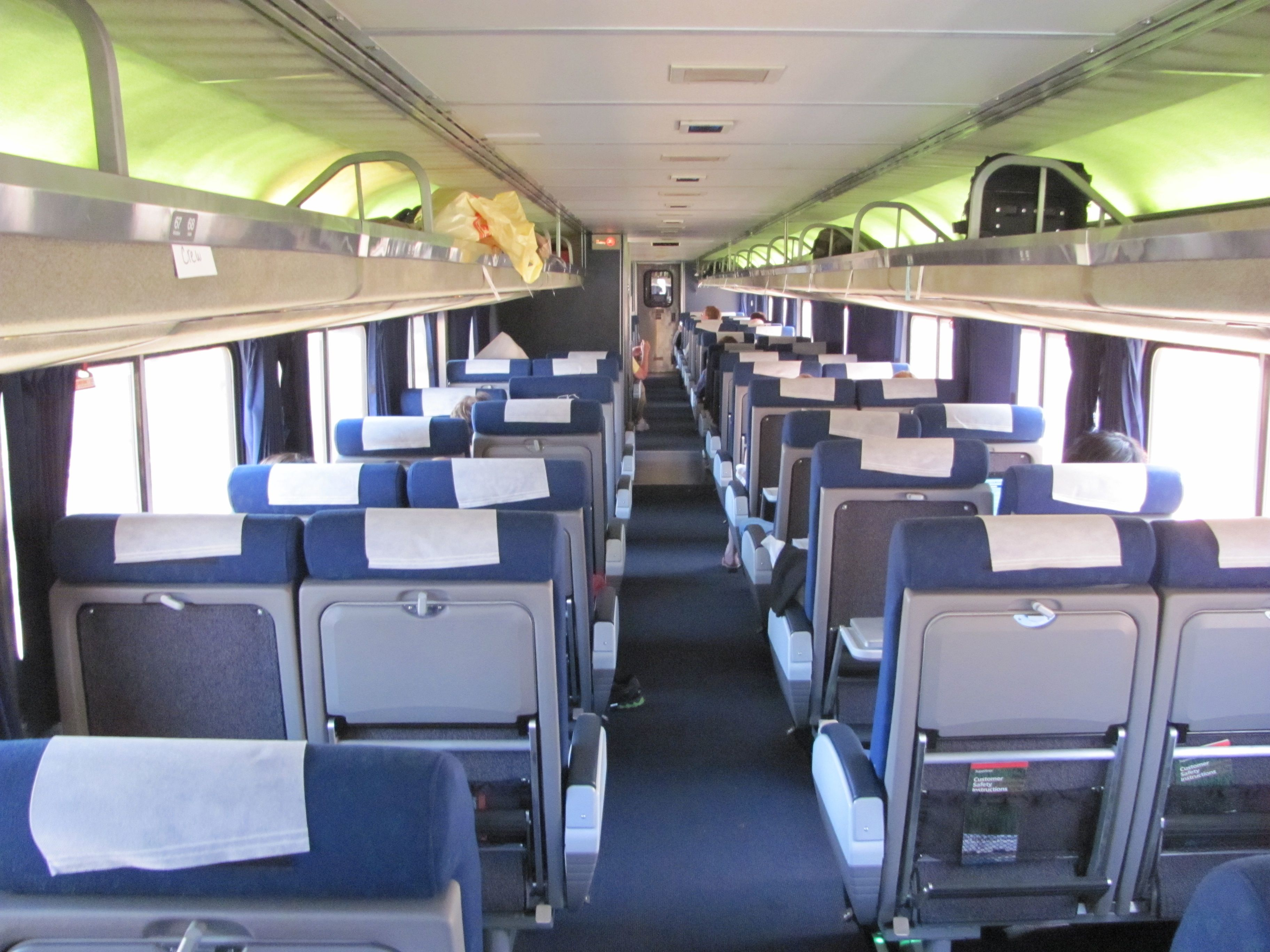
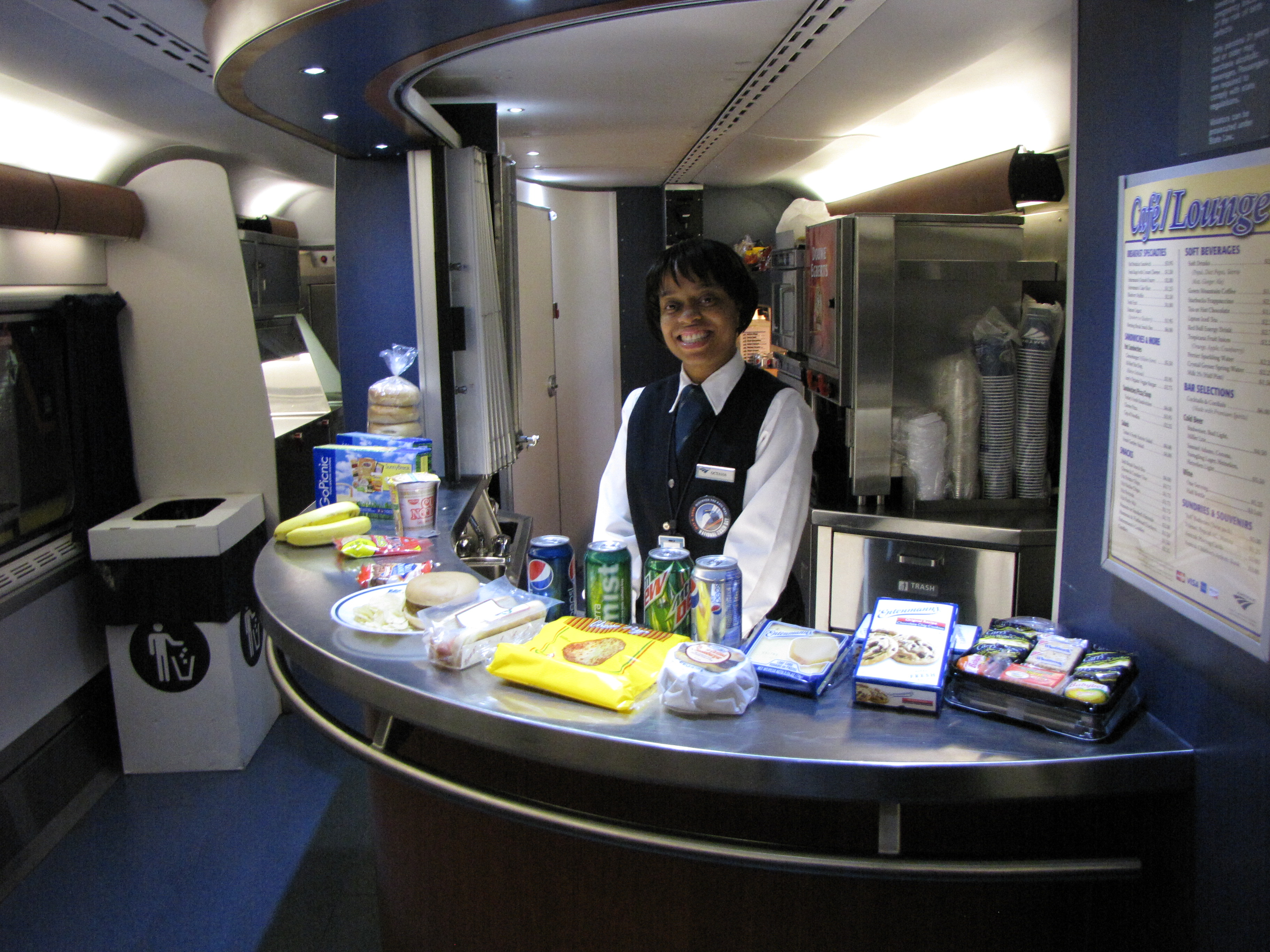
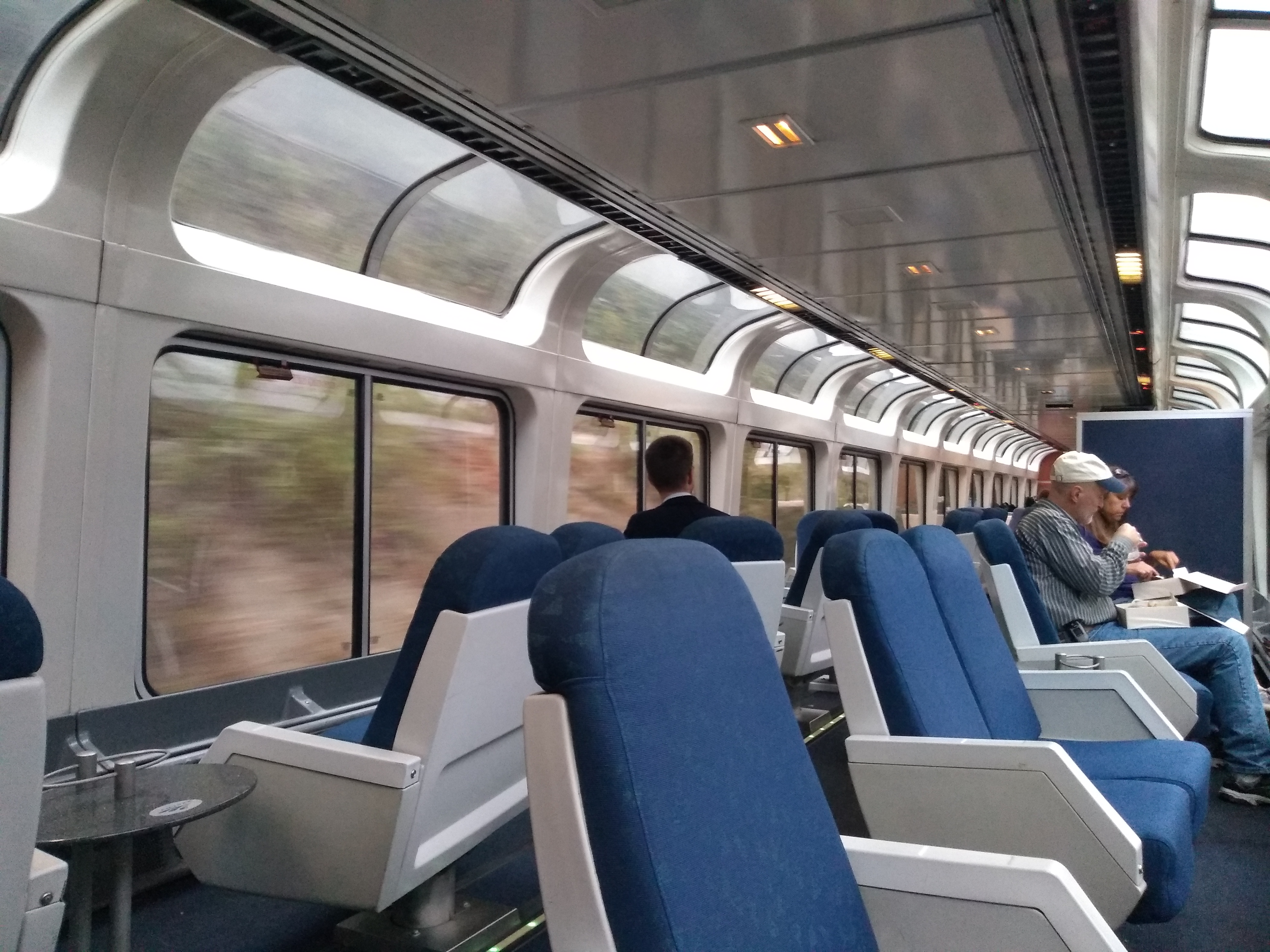
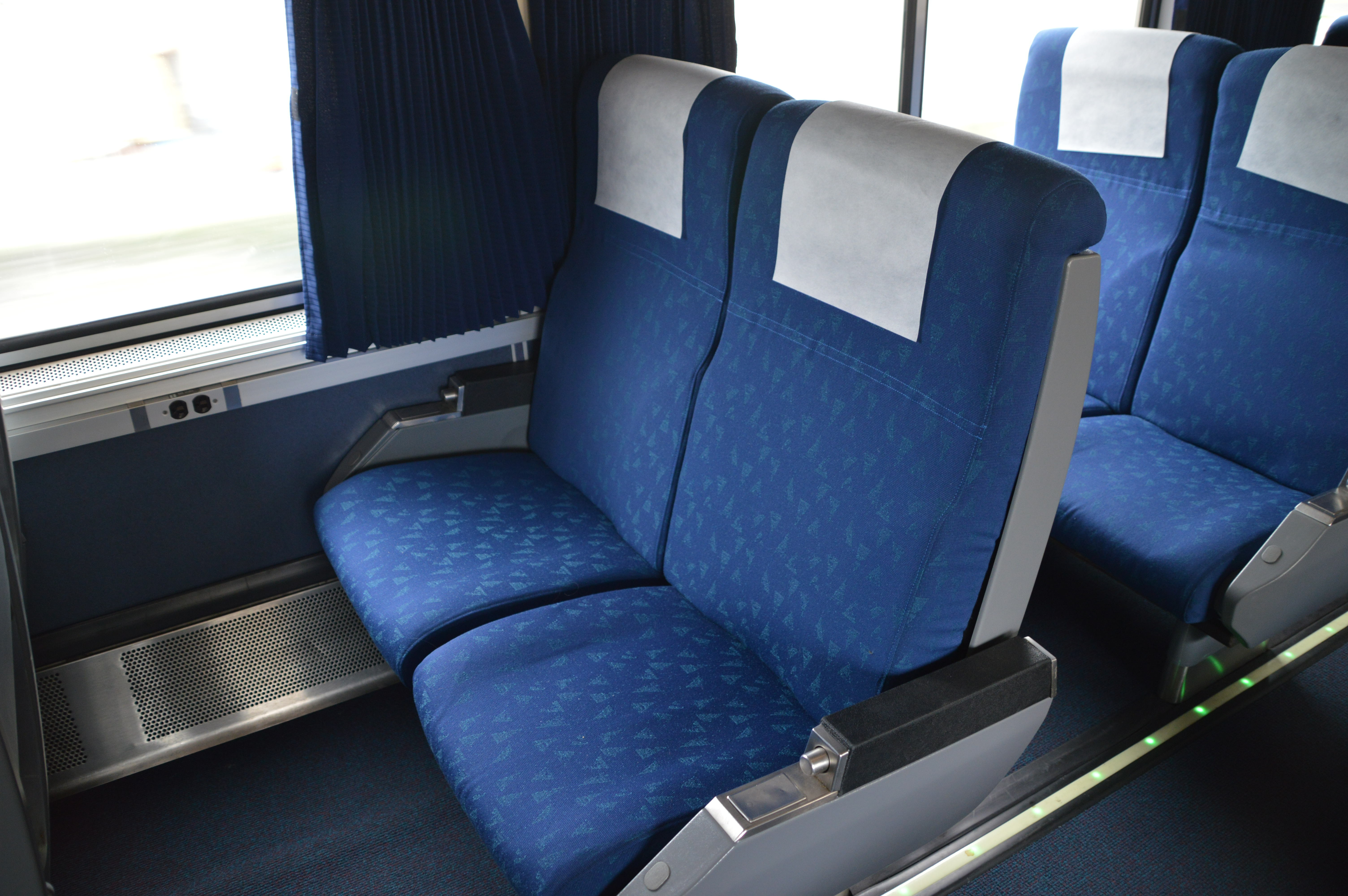
Ülések
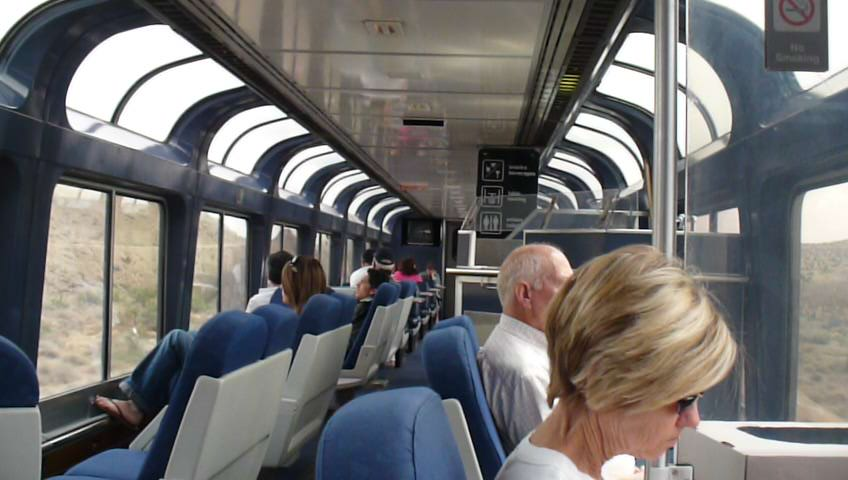
A panorámakocsi